# Са Перейра, Антонио де
Антонио Леал де Са Перейра (порт. Antônio Leal de Sá Pereira; 1888, Салвадор — 21 февраля 1966, Рио-де-Жанейро) — бразильский музыкальный педагог.
В 1900 году вместе с семьёй уехал в Европу, где учился как пианист в разных странах, в том числе у Фердинана Мот-Лакруа в Париже и у Эмиля Бланше в Лозанне.
В 1918 году вернулся в Бразилию и стал первым руководителем консерватории, учреждённой в городе Пелотас. Затем перебрался в Сан-Паулу, где у него учился, в частности, Камарго Гварньери; в 1923—1924 гг. руководил музыкальным журналом Ariel, посвящённым новейшей модернистской тенденции в музыке. Сотрудничал с Мариу ди Андради и Лусиано Галлетом, в 1931 году вошёл вместе с ними в комиссию по реформированию Национального института музыки в Рио-де-Жанейро, в 1932 году занял в нём кафедру музыкальной педагогики. В 1936 году представлял Институт на Первом международном конгрессе по музыкальному образованию в Праге, затем изучал педагогическую методику Жака-Далькроза в Швейцарии. Вернувшись в Бразилию, в 1938—1946 гг. был директором Национальной школы музыки Университета Бразилии (бывшего Национального института музыки).
Опубликовал ряд учебных пособий, в том числе «Современное обучение фортепианной игре» (порт. Ensino Moderno de Piano; 1933) и «Психотехника начального музыкального образования» (порт. Psicotécnica do ensino elementar da música; 1937).